# Pedro Otavio
Pedro "The Pedro" Otavio (Rio de Janeiro, 1967) é um ex-lutador brasileiro de Luta livre esportiva e Vale-tudo. Foi um lutador que encarou os grandes ídolos da época, como Rei Zulu, Mark Kerr, passando por mestre Hulk, Carlão Barreto, Renato Babalu e Gary Goodridge, em lutas no Brasil, na Rússia no Japão.